# Companhia Portuguesa de Higiene
A Companhia Portuguesa Higiene Pharma é uma empresa farmacêutica portuguesa, fundada em 1891, sediada em Lisboa, e pertencente ao grupo farmacêutico espanhol Grup Ferrer, sendo hoje a mais antiga da Peninsula Ibérica ainda em funcionamento, tendo sido a primeira a produzir comprimidos em 1893. chamadas "pastilhas comprimidas" por Emílio Estácio.

## História

### Fundação
A Companhia Portuguesa de Higiene (CPH) foi a primeira grande industria farmacêutica Portuguesa, fundada em 1891 por Emílio Estácio, farmacêutico, o Dr. José Eduardo de Oliveira, médico e o Joaquim José Gonçalves Ferreira, capitalista como sócio maioritário, detentores da firma Estácio & C.A, que já produzia em menor escala. Foi assim criada a sociedade com o intuito de se construir uma Fábrica a Vapor de Produtos Químicos e Farmacêuticos.
Foi a direção da sociedade composta na sua fundação pelos fundadores, como directores efectivos e sócios maioritários. Assim foram os Directores Efectivos: Joaquim José Gonçalves Ferreira, director executivo,
Emílio Estácio, Director técnico até 1908, e o Dr. José Eduardo de Oliveira, director cientifico. Como directores substitutos foram o Dr. Antonio José Gomes Lima, Antonio Higino Salgado de Araújo e José Narciso de Sousa Amorim, cunhado do Joaquim José Gonçalves Ferreira. Foi o concelho fiscal composto pelos efectivos, Dr. Antonio Augusto da Silveira Almendro, Augusto Cesar Correia e João Baptista de Matos Moreira, e os seus substitutos foram
o Dr. Francisco Dias Ferreira, Avelino Tavares Cardoso e Luis Antonio Belem. A mesa da assembleia geral teve como Presidente o conde do Restelo, e Vice-presidente o visconde de Sanches de Frias, e como secretários 
José Martinho da Silva Guimarães e José Bento Coelho de Jesus, e vice-secretarios, Jeronimo Northway do Vale e Artur Metelo Vasques.

### Nome
Em 13 de abril de 1891 o notário José Gomes Lima e a Farmácia Estácio & C.a, firma estabelecida em Lisboa, pediram "Para Vossa Majestade a graça de mandar passar a respectiva certidão" Lisboa, 13 de abril de 1891 se havia registo no livro das sociedades anônimas alguma cota com o título de "companhia Portuguesa «hygiene, pelo que o conselheiro Madeira Pinto, director geral da Direcção geral do comercio e industria, em 14 de abril de 1891, respondeu que no ministério das obras publicas, comercio e industria, direcção geral do comercio e industria, repartição do comércio, verificou não estar inserida no registo das denominações das sociedades anônimas, denominação idêntica à de companhia portuguesa «higiene», ou nenhuma semelhante que possa induzir a erro, pelo que a sociedade foi registada comesse nome. No Entanto usavam em caracter de publicidade o nome Companhia Portuguesa Higiene Lda, antiga casa Estácio. Depois Companhia Portuguesa Higiene Lda, fabrica de produtos químicos e farmacêuticos, depois marca registada "companhia portuguesa higiene", Fabrico e comercio de Produtos químicos e farmacêuticos, e finalmentente Companhia Portuguesa Higiene Pharma.

### Sede
A Companhia Portuguesa de Higiene (CPH) constroi uma nova a sede logo em 1891 na Rua do Viriato numero 17, em Lisboa, onde foi inaugurada a nova Fábrica, os escritórios e armazens. Eram ainda detentores de casas comerciais, como a antiga a Farmácia Estácio na praça do Rossio no 60, e uma abrem posteriarmente à fabrica uma nova Farmácia Higiene na rua 1° de Dezembro em Lisboa n°100, passando os escritorios para o piso superiorno n°98. Em 1924 a Companhia Portuguesa de Higiene (CPH) abriu uma outra Farmácia no Porto também denominada Farmácia Estácio, na rua Sá da Bandeira. Hoje tem como sede e fábrica em Alcabideche,

### Acionistas
Foi criada a sociedade em 1891 com o valor capital de ações 150.000.000 reis em 1891, sendo a elite Lisboa financiadora do capital que viria a ser a primeira grande fábrica farmaceutica, detendo Joaquim José Gonçalves Ferreira 30.000, Emilio Estácio, 20.000, e Dr. José Eduardo de Oliveira 10.000. Foram os Acionistas em 1891.
- Albino Herculano Sequeira Sepulveda, 1.000$00;
- Alfredo Mello, 1.000$00;
- Alfredo Moreira, 1.000$00;
- Alfredo Northway do Vale, 1.000$00;
- Alves Diniz, Irmão & C.”, 1.000$00;
- D. Amélia de Oliveira C. Barata, 1.000$00;
- Antonio Augusto da Silveira Almendro, 5.000$00;
- Antonio H. Salgado de Araújo, 1.000$00;
- Antonio José Gomes Lima, 2.000$00;
- Antonio Maria Gouveia Biscaya Hortas, 1.000$00;
- Antonio Marques Quintans, 2.000$00;
- Antonio Porfirio Sousa Ferreira e Castro, 2.500$00;
- Arthur Metello Vasques, 1.000$00;
- Arthur Palmeirim, 1.000$00;
- Augusto Cesar Correia, 7.000$00;
- Avelino Tavares Cardoso, 1.000$00;
- Carlos Augusto Pereira, 1.000$00;
- Conde do Restelo, 2.000$00;
- Domingos Martins da Costa Ribeiro, 1.000$00;
- Eduardo Antonio da Costa, 2.000$00;
- Emilio Estácio, 20.000$00;
- Fernando Maria Garcia da Silva, 2.000$00;
- Francisco da Conceição e Silva, 2.000$00;
- Francisco Dias Ferreira, 1.000$00;
- Francisco de Sousa Castello Branco, 1.000$00;
- Frederico Augusto Ribeiro Cardoso, 1.000$00;
- Guilherme de Sousa Machado, 1.000$00;
- Jacinto José Maria do Couto, 1.000$00;
- Jeronimo Northway do Vale, 1.000$00;
- João Baptista de Figueiredo, 1.000$00;
- João Baptista Matos Moreira, 2.000$00;
- João da Cruz e Silva, 1.000$00;
- João de Jesus Pires, 1.000$00;
- João Pires Coelho, 1.000$00;
- João Soares Zagallo, 2.500$00;
- Joaquim Augusto Xavier Ramos, 1.000$00;
- Joaquim Diogo de Azevedo Pereira, 1.000$00;
- Joaquim José Gonçalves Ferreira, 30.000$00;
- José Bento Coelho de Jesus, 1.000$00;
- José Eduardo de Oliveira, 10.000$00;
- José Feliciano Cardoso Alves de Azevedo, 1.500$00;
- José Ferreira de Santana, 2.000$00;
- José Joaquim Alves de Azevedo, 1.500$00;
- Conselheiro José Joaquim de Castro, 2.500$00;
- José Lucio Vasques, 2.000$00;
- José Martinho da Silva Guimarães, 1.000$00;
- José Narciso de Sousa Amorim, 10.000$00;
- J. Burmester, 1.000$00;
- Julio Cesar dos Santos & C.a, 3.000$00;
- Luis Antonio Belem, 2.000$00;
- Manuel Caetano Marques, 1.000$00;
- Manuel José de Araújo e Sousa, 1.000$00;
- Comendador Mateus Antonio Pires, 1.000$00;
- Miguel Henriques dos Santos, 1.000$00;
- Vicente J. L. Pimentel, 2.500$00;
- Visconde de Sanches de Frias, 1.000$00;
- Viuva Campos de Melo, 1.000$00.